# Floral City, Florida
Floral City är en ort (CDP) i Citrus County, i delstaten Florida, USA. Enligt United States Census Bureau har orten en folkmängd på 5 217 invånare (2010) och en landarea på 60,4 km².